# Oops!... I Did It Again (cântec)
„Oops!... I Did It Again” este un cântec al interpretei americane Britney Spears lansat la 27 martie 2000 ca primul disc single extras de pe cel de-al doilea ei album de studio cu același nume sub egida casei de discuri JIVE Records. Piesa compusă și produsă de Max Martin și Rami Yacoub vorbește despre o femeie care vede iubirea ca pe un joc, decizându-se să se folosească de avantajele emoțiilor iubitului ei. Versul intermediar al cântecului este un dialog ce face referire la filmul Titanic (1997). 
În urma lansării sale, „Oops!... I Did It Again” a obținut recenzii pozitive din partea criticilor de specialitate, aceștia observând similarități cu single-ul de debut, „...Baby One More Time”. Piesa a fost nominalizată la ediția din 2001 a premiilor Grammy la categoria „Cea mai bună interpretare pop feminină”. Din punct de vedere comercial, cântecul a ocupat locul nouă în clasamentul Billboard Hot 100 din Statele Unite. Single-ul a ocupat locul unu în peste 15 țări și este în prezent unul dintre cele mai bine vândute single-uri din toate timpurile, având peste patru milioane de exemplare vândute în întreaga lume.
Videoclipul muzical al piesei a fost regizat de Nigel Dick și o prezintă pe Spears pe Marte, purtând un costum roșu și adresându-se unui astronaut care s-a îndrăgostit de ea. Videoclipul a primit trei nominalizări la ediția din 2000 a premiilor MTV Video Music Awards. Solista a interpretat cântecul în turneele Oops!... I Did It Again Tour, Dream Within a Dream Tour, The Onyx Hotel Tour și Britney: Piece of Me.

## Informații generale
În urma succesului uriaș al albumului de debut ...Baby One More Time (1999) și single-urile sale, „...Baby One More Time”, „Sometimes”, „You Drive Me Crazy” și „From the Bottom of My Broken Heart”, Spears a înregistrat majoritatea materialului pentru următorul ei album de studio, Oops!... I Did It Again (2000), în luna noiembrie a anului 1999 la Cheiron Studios în Stockholm, Suedia. Piesa albumului cu același nume a fost compusă și produsă de Max Martin și Rami Yacoub în timp ce acompaniamentul vocal a fost realizat de Martin și Nada Hedin. Cântecul a fost lansat la 27 martie 2000 sub egida casa de discuri JIVE Records ca primul disc single extras de pe album.
„Oops!... I Did It Again” este o piesă cu o durată de trei minute și treizeci de secunde. Compus în tonalitatea Do♯minor, cântecul are un tempo moderat de 94 de bătăi pe minut. Piesa urmărește o secvență simplă de Do♯minor–La-Sol♯ iar vocea lui Spears variază de la nota Do♯3 la nota Do♯5. Din punct de vedere al versurilor, cântecul vorbește despre o femeie ce se joacă cu sentimentele iubitului ei, acesta interpretând greșit flirturile lui Spears și dezvoltând un interes romantic serios. În timpul versului intermediar, solista oferă un dialog vorbit ce face referire la filmul Titanic (1997).

## Receptare

### Critică
În urma lansării sale, „Oops!... I Did It Again” a obținut, în general, recenzii pozitive din partea criticilor de specialitate. Într-o recenzie pentru Entertainment Weekly, David Browne a numit piesa „comic de derivativă” în comparație cu single-ul de debut al cântăreței, „...Baby One More Time”, comentând totodată că „nu înseamnă nimic altceva decât un manifest jalibait”. Lennat Mak de la diviza asiatică a MTV a descris cântecul ca fiind „un 10 perfect pe scara «wow», alături de dialogul «Jack-Rose»”, făcând referire la versurile vorbite.
Un critic de la revista NME a comparat structura piesei cu riff-urile în stilul anilor '80 ale lui Michael Jackson, descriind cântecul ca fiind „o copie mai îmbunătățită” a lui „...Baby One More Time” și „la fel de bun ca primul ei single”. Într-o recenzie pentru Rolling Stone, Rob Sheffield a comparat melodia cu piesa Barbrei Streisand, „Woman In Love”. Versurile au fost comparate cu cântecul formației The Smiths, „I Started Something I Couldn't Finish”, complimentând, de asemenea, prezentarea unei „confuzii sexuale violentă și ambivalentă pe care o poate avea audiența ei”. Andy Battaglia de la site-ul Salon a descris piesa ca fiind „o companie dulce și sadică însoțită de masochismul care se ascunde sub debutul ei, «...Baby One More Time»”.
„Oops!... I Did It Again” a primit o nominalizare la categoria „Cea mai bună interpretare pop feminină” la ediția din 2001 a premiilor Grammy, însă a pierdut în fața lui Macy Gray cu cântecul „I Try”. Piesa a fost mai apoi nominalizată la categoria „Cântec favorit” la ediția din 2001 a premiilor Kids' Choice Awards difuzată pe canalul Nickelodeon, însă a pierdut în fața trupei Baha Men cu melodia „Who Let the Dogs Out?”.

## Ordinea pieselor pe disc și formate
| - CD single european 1. "Oops!... I Did It Again" (Album Version) — 3:31 2. "Deep in My Heart" — 3:34 - CD maxi single european, australian și japonez 1. "Oops!... I Did It Again" (Album Version) — 3:31 2. "Oops!... I Did It Again" (Instrumental) — 3:29 3. "From the Bottom of My Broken Heart" (Ospina's Millennium Funk Mix) — 3:29 4. "Deep in My Heart" — 3:34 - CD maxi single în Regatul Unit 1. "Oops!... I Did It Again" (Album Version) — 3:31 2. "Deep in My Heart" — 3:34 3. "From the Bottom of My Broken Heart" (Ospina's Millennium Funk Mix) — 3:29 - Casetă single în Regatul Unit 1. "Oops!... I Did It Again" (Album Version) — 3:31 2. "Oops!... I Did It Again" (Instrumental) — 3:29 3. "From the Bottom of My Broken Heart" (Ospina's Millennium Funk Mix) — 3:29 | - CD maxi single — Remixes 1. "Oops!... I Did It Again" (Album Version) — 3:31 2. "Oops!... I Did It Again" (Rodney Jerkins Remix) — 3:07 3. "Oops!... I Did It Again" (Ospina's Crossover Mix) — 3:15 4. "Oops!... I Did It Again" (Riprock 'n' Alex G. Oops! We Remixed Again!) [Radio Mix] — 3:54 5. "Oops!... I Did It Again" (Ospina's Deep Club Mix) — 6:05 6. "Oops!... I Did It Again" (Riprock 'n' Alex G. Oops! We Remixed Again!) [Club Mix] — 4:52 7. "Oops!... I Did It Again" (Ospina's Instrumental Dub) — 6:05 - Vinil 12" 1. "Oops!... I Did It Again" (Rodney Jerkins Remix) — 3:07 2. "Oops!... I Did It Again" (Music Breakdown Mix) — 3:16 3. "Oops!... I Did It Again" (Ospina's Crossover Mix) — 3:15 4. "Oops!... I Did It Again" (Jack D. Elliot Club Mix) — 6:24 5. "Oops!... I Did It Again" (Riprock 'n' Alex G. Oops! We Remixed Again!) — 4:52 6. "Oops!... I Did It Again" (Ospina's Deep Edit) — 3:24 |

## Acreditări și personal
Acreditări adaptate de pe broșura albumului Oops!... I Did It Again.
- Britney Spears – voce principală, acompaniament vocal
- Max Martin – textier, producător, mixaj audio, programare, claviatură, acompaniament vocal
- Rami Yacoub – textier, producător, inginer mixaj, programare, claviatură
- John Amatiello – inginer pro tools
- Esbjörn Öhrwall – chitară
- Johan Carlberg – chitară
- Thomas Lindberg – chitară bas
- Nana Hedin – acompaniament vocal
- Chatrin Nyström – zgomot de mulțime
- Jeanette Stenhammar – zgomot de mulțime
- Johanna Stenhammar – zgomot de mulțime
- Charlotte Björkman – zgomot de mulțime
- Therese Ancker – zgomot de mulțime

## Certificări
| \| Țara \| Vânzări/ puncte \| Certificare \| Referințe \| \| --------------------------------- \| --------------- \| ----------- \| --------- \| \| Australia (ARIA) \| +70,000 \| \| [17] \| \| Austria (IFPI Austria) \| +50,000 \| \| [18] \| \| Belgia (BEA) \| +50,000 \| \| [19] \| \| Elveția (IFPI Elveția) \| +50,000 \| \| [20] \| \| Franța (SNEP) \| +250,000 \| \| [21] \| \| Germania (BVMI) \| +250,000 \| \| [22] \| \| Noua Zeelandă (RMNZ) \| +10,000 \| \| [23] \| \| Regatul Unit (BPI) \| +476,000 \| \| [24] \| \| Suedia (GLF) \| +60,000 \| \| [25] \| \| Statele Unite ale Americii (RIAA) \| +500,000 \| \| [26][27] \| \| Țările de Jos (NVPI) \| +40,000 \| \| [28] \| | Note - reprezintă „disc de platină”; - reprezintă „disc de aur”; - reprezintă „dublu disc de platină”; |             |               |
| Țara | Vânzări/ puncte                                                                                        | Certificare | Referințe     |
| Australia (ARIA) | +70,000                                                                                                |             | [ 17 ]        |
| Austria (IFPI Austria) | +50,000                                                                                                |             | [ 18 ]        |
| Belgia (BEA) | +50,000                                                                                                |             | [ 19 ]        |
| Elveția (IFPI Elveția) | +50,000                                                                                                |             | [ 20 ]        |
| Franța (SNEP) | +250,000                                                                                               |             | [ 21 ]        |
| Germania (BVMI) | +250,000                                                                                               |             | [ 22 ]        |
| Noua Zeelandă (RMNZ) | +10,000                                                                                                |             | [ 23 ]        |
| Regatul Unit (BPI) | +476,000                                                                                               |             | [ 24 ]        |
| Suedia (GLF) | +60,000                                                                                                |             | [ 25 ]        |
| Statele Unite ale Americii (RIAA) | +500,000                                                                                               |             | [ 26 ] [ 27 ] |
| Țările de Jos (NVPI) | +40,000                                                                                                |             | [ 28 ]        |

## Datele lansărilor
| Țară                       | Dată            | Format                     | Casă de discuri |
| -------------------------- | --------------- | -------------------------- | --------------- |
| Statele Unite ale Americii | 27 martie 2000  | Difuzare radio             | JIVE            |
| Austria                    | 25 aprilie 2000 | CD single                  | Bertelsmann     |
| Germania                   | 25 aprilie 2000 | CD single                  | Bertelsmann     |
| Elveția                    | 25 aprilie 2000 | CD single                  | Bertelsmann     |
| Statele Unite ale Americii | 1 mai 2000      | CD single                  | Bertelsmann     |
| Austria                    | 14 iunie 2000   | CD single (Versiuni remix) | Bertelsmann     |
| Germania                   | 14 iunie 2000   | CD single (Versiuni remix) | Bertelsmann     |
| Elveția                    | 14 iunie 2000   | CD single (Versiuni remix) | Bertelsmann     |